# Bergkvarabuss
Bergkvarabuss var namnet på ett svenskt bussmärke och entreprenad fram till dess fusion med Mekka Traffic Group och Traveller Buss 2 december, 2024. Bergkvara Group är nya varumärket för det före detta bussbolaget men Bergkvarabuss uppdrag består densamma.
Verksamheten inleddes 1975 i Gökalund i Bergkvara när Göran Mellström,, tillsammans med två kollegor, startade verksamheten med två taxibilar och två bussar. År 1981 köptes en bussrörelse i Gräsgärde och företaget Bergkvarabuss AB bildades. Huvudkontoret flyttades till Kalmar 1987.
Företaget kör busstrafik i bland annat Karlskrona, Karlshamn, Malmö, Helsingborg, Ängelholm, Örkelljunga, Varberg, Göteborg, Vänersborg, Orust, Visby och Tranemo. I april 2016 deltog företaget i upphandlingen av kollektivtrafik i Kalmar län under perioden 2017–27, där det tilldelades lokaltrafiken i Kalmar, regiontrafiken, på Öland och i Torsås. I juni 2020 tog företaget över kollektivtrafiken och skolskjutsarna i Region Gotland.Samma år upphörde trafiken i Varberg. Från 12 december 2021 till 11 december 2031 kör man busstrafik i Strängnäs. I juli 2022 förvärvade man företaget Stockholms Spårvägar som kör trafik för Storstockholms Lokaltrafik.